# 히가시히라타촌
히가시히라타촌(東平田村)은 야마가타현 아쿠미군에 있던 촌이다. 현재의 사카타시 중부, 국도 제345호선 연선에 해당한다.

## 역사
- 1889년 4월 1일 - 정촌제 시행에 의해 5촌의 구역을 가지고 성립하였다.
- 1954년 12월 1일 - 사카타시에 편입해, 동일 히가시히라타촌은 폐지되었다.

## 참고문헌
- 가도카와 일본 지명 대사전 6 山形県